# シルバースプーン
シルバースプーン（Silver Spoon、1956年 - 1978年）は、アメリカ合衆国のサラブレッドの競走馬、および繁殖牝馬。1959年のサンタアニタダービーなどに優勝し、同年の最優秀3歳牝馬に選出された。のちの1978年にアメリカ競馬殿堂入りを果たした。

## 経歴

### 出生
コーネリアス・ヴァンダービルト・ホイットニーの牧場で生まれた大柄の牝馬である。父サイテーションはアメリカ三冠馬、母シルバーフォグはステークス競走勝ちはないものの5勝を挙げた馬で、その血統は近い順にマームード・エクイポイズ・マンノウォー・ブルームスティックといった名馬が名を連ねる、豪華な血統のもとに生まれた。馬名は「銀のスプーン」のことで、これは富貴な出自を象徴する慣用句でもある。
シルバースプーンは体高16ハンド1インチ（約165.1センチメートル）に1135ポンド（約514.8キログラム）という大柄な体格を持つ馬であり、また脚元が特徴的で、4本の足すべてに白を持つ、いわゆる「四白」であった。幼駒の頃に尻を傷つける事故があり、以来歩き方にそこを気遣うような仕草があったという。

### サンタアニタの王者
競走馬としての初戦は2歳になった1958年、9月23日のベルモントパーク競馬場で行われた8000ドルのクレーミング競走であった。買い手こそ付かなかったものの、シルバースプーンはエルドン・ネルソンを背にして同競走を6馬身差で優勝する鮮やかなデビューを果たした。
シルバースプーンに力があると感じた陣営は同馬をカリフォルニア州に移動、ロバート・ウィーラー厩舎に移した。ここで2歳時のうちに下級条件戦をもう1戦をこなして勝ちを挙げ、その後ステークス競走にも使われていった。
3歳シーズンは1月から始動し、まず短距離戦のラセンティネラステークスでステークス競走初勝利を飾ると、翌戦サンタイネスステークスでも勝って4連勝、さらに8.5ハロン（約1709メートル）のサンタスザンナステークスでも半マイルを過ぎたところで独走劇を見せ、最終的に10馬身半差の圧勝で5連勝を挙げた。
この能力の高さに、ウィーラーはシルバースプーンをサンタアニタダービーに出し、さらにはケンタッキーダービーへの出走させる計画を示した。同年3月7日のサンタアニタダービーには9頭の牡馬が出走する中に混じって1番人気で出走、2着ロイヤルオービットを2馬身半差で軽くあしらって優勝を果たした。

### ダービー出走
サンタアニタダービーでの優勝により、シルバースプーンはリグレット以来の牝馬によるケンタッキーダービー制覇の可能性ありと、一躍話題の焦点となった。前年1958年には同じくサンタアニタダービーに優勝して牡馬クラシックに挑んだシルキーサリヴァンの前例もあり、シルバースプーンは西海岸の競馬関係者らの期待を一身に集めた。スポーツ・イラストレイテッドのダービー特集号であった4月27日号では、シルバースプーンが表紙を飾っている。
シルバースプーン陣営は4月のうちにチャーチルダウンズ競馬場に到着して、そこでケンタッキーダービー前に同地のステッピングストーンパースという7ハロン戦（約1408メートル）に出走した。しかしここで同じく出走予定馬であったソードダンサーの3着に敗れ、連勝は6で途切れてしまった。
1959年5月2日のケンタッキーダービーには、エヴァーグレーズステークス勝ち馬のファーストランディングが1番人気に支持され、それに次ぐ2番人気にブルーグラスステークスの勝ち馬トミーリー、さらにはフロリダダービー勝ち馬のトロイラス、前走で敗れたソードダンサーなども出走し、シルバースプーンは単勝11.8倍の8番人気であった。
スタート良く飛び出したシルバースプーンは、トロイラスとトミーリーが先行する流れのなかで中団9番手につけて進んでいった。半マイルを過ぎたところで順位を上げ始め、1マイルを過ぎたところで3番手まで進んだものの、同じく順位を上げていったソードダンサー、および後退していったトロイラスを尻目に前に残り続けたトミーリーはまだ前を行っていた。最後の直線に至ってもこの2頭を追い抜くことは敵わず、トミーリーはソードダンサーとの叩きあいをハナ差制して優勝、一方のシルバースプーンはファーストランディングとロイヤルオービットにも追い抜かれて5着に終わった。
敗戦後、シルバースプーンは以降のクラシック戦線には出走せず、カリフォルニアに戻った。

### 牝馬路線
トミーリーとの再戦はすぐにやってきた。6月のハリウッドパーク競馬場で開催されたシネマハンデキャップでシルバースプーンはトミーリーと再び対戦、9ポンド（約2.65キログラム）のハンデキャップ差も味方して、シルバースプーンは2着に4馬身3/4差をつけて優勝、雪辱を果たした。一方のトミーリーは不調をきたして6着に敗れている。
この対戦の後、本来はハリウッドダービーに出走する予定であったものの、負担斤量が重いことから同競走を回避した。その代わりにシルバースプーンは牝馬路線の王道を目指して、再び東海岸へと輸送された。この長距離輸送はシルバースプーンには堪えたようで、体重が大幅に減っていたという。
同年の牝馬路線では前年のアメリカ最優秀2歳牝馬であるクイルが世代の頂点として君臨しており、三冠路線においてもエイコーンステークスとマザーグースステークスの2競走を制していた。そのクイル、およびコーチングクラブアメリカンオークス勝ち馬レサカとの初対戦は、7月11日のデラウェアオークスであった。ここでシルバースプーンは不調がたたり、優勝したレサカに2馬身離されての2着に敗れた。一方のクイルは5着に終わり、さらに故障により休養を余儀なくされた。
それから13日後にモンマスパーク競馬場での一般戦に出走、ここでやはり同世代の牝馬の強豪であるインディアンメイドやロイヤルネイティヴと対戦した。シルバースプーンは未だ本調子ではなかったものの、その2頭をそれぞれ2着・3着に下して勝ち星を挙げた。しかしシルバースプーンの調子は戻らず、むしろこの競走以降さらに落ちていった。
8月1日、モンマスパーク競馬場で行われたモンマスオークスにおいて、シルバースプーンは絶大な1番人気に支持されたが、負担斤量差や昨今の不調も響いてか、優勝したロイヤルネイティヴ、さらにはインディアンメイドにも敗れて3着に終わっている。
その後もシルバースプーンの成績が冴えない一方で、ロイヤルネイティヴは活躍を続け、スピンスターステークスやベルデイムハンデキャップなどを制している。1959年度の年度代表馬選考において、シルバースプーンはサラブレッド競馬協会、ロイヤルネイティヴはデイリーレーシングフォームからそれぞれ最優秀3歳牝馬に選出された。

### 古馬時代
シルバースプーンは一旦カリフォルニアに戻って体調を整え、4歳シーズン初戦をラスフローレスハンデキャップより始動した。しかし馬群に包まれて出られなくなり、4着に敗れる幸先の悪い年始めとなった。
2週間後に出走したサンタモニカハンデキャップでは本来の力を発揮して、前走の勝ち馬マーガレッテを2馬身離して優勝している。さらに翌戦サンタマリアハンデキャップも127ポンド（約57.6キログラム）を背負いながら1馬身3/4差で勝利、サンタマルガリータハンデキャップでは130ポンド（約59キログラム）を課せられながらもインディアンメイドらを破って優勝した。
その後牡牝混合戦に再び挑み、サンタアニタの大一番であるサンタアニタハンデキャップにも出走したが、結果は着外であった。しばしの休養の後に一般戦に出走して3着、ハリウッドパーク競馬場のセコイアハンデキャップでは2着と惜敗が続くが、その後ミレイディハンデキャップで久々に勝ち星を挙げ、再び130ポンドを課せられての出走となったヴァニティーハンデキャップでも優勝を果たした。
しかしシルバースプーンの勝鞍はそれ以後伸びず、シカゴのアーリントン競馬場遠征も不調に終わっている。また前年同様にロイヤルネイティヴも再び立ちはだかり、アーリントンメイトロンステークスでは同馬の3着に、ベルデイムハンデキャップでは道中の不利もあって着外に沈んでいる。その後キーンランド競馬場での一般戦を着外になったのを最後に引退した。

## 引退後
シルバースプーンは繁殖牝馬として7頭の仔を産み、そのうちの1頭インカクイーン（Inca Queen 1968年生、牝馬）はデモワゼルステークスで勝ちを挙げている。また、1965年生のシルバーコイン（Silver Coin 牝馬）は繁殖牝馬としてフロリダダービー勝ち馬コインドシルバー（Coined Silver 1974年生、牡馬、後に日本で種牡馬入り）を産んでいる。
アメリカ競馬名誉の殿堂博物館より殿堂入りを発表されたのと同年1978年、シルバースプーンは死亡した。その遺骸は旧ホイットニー家の牧場地であったゲインズウェイファームの一画に埋葬されている。

## 評価

### 主な勝鞍
※当時はグレード制未導入
1958年（2歳） 2戦2勝
1959年（3歳） 11戦6勝
ラセンティネラステークス、サンタイネスステークス、サンタスザンナステークス、サンタアニタダービー、シネマハンデキャップ
2着 - デラウェアオークス
1960年（4歳） 14戦5勝
サンタモニカハンデキャップ、サンタマリアハンデキャップ、サンタマルガリータハンデキャップ、ミレイディハンデキャップ、ヴァニティーハンデキャップ
2着 - セコイアハンデキャップ

### 年度代表馬
- 1959年 - アメリカ最優秀3歳牝馬

### 表彰
- 1978年 - アメリカ競馬名誉の殿堂博物館により、殿堂馬として選定される。

## 血統表
| シルバースプーンの血統（テディ系 / Gainsborough 4x4=12.50%、 Broomstick 母内5x5=6.25%） | シルバースプーンの血統（テディ系 / Gainsborough 4x4=12.50%、 Broomstick 母内5x5=6.25%） | シルバースプーンの血統（テディ系 / Gainsborough 4x4=12.50%、 Broomstick 母内5x5=6.25%） | （血統表の出典） | （血統表の出典） |
| 父 Citation 1945 鹿毛 アメリカ                                                          | 父の父Bull Lea 1935 青鹿毛 アメリカ                                                     | Bull Dog                                                                                | Teddy            | Teddy            |
| 父 Citation 1945 鹿毛 アメリカ                                                          | 父の父Bull Lea 1935 青鹿毛 アメリカ                                                     | Bull Dog                                                                                | Plucky Liege     |                  |
| 父 Citation 1945 鹿毛 アメリカ                                                          | 父の父Bull Lea 1935 青鹿毛 アメリカ                                                     | Rose Leaves                                                                             | Ballot           | Ballot           |
| 父 Citation 1945 鹿毛 アメリカ                                                          | 父の父Bull Lea 1935 青鹿毛 アメリカ                                                     | Rose Leaves                                                                             | Colonial         |                  |
| 父 Citation 1945 鹿毛 アメリカ                                                          | 父の母Hydroplane 1938 栗毛 イギリス                                                     | Hyperion                                                                                | Gainsborough     | Gainsborough     |
| 父 Citation 1945 鹿毛 アメリカ                                                          | 父の母Hydroplane 1938 栗毛 イギリス                                                     | Hyperion                                                                                | Selene           |                  |
| 父 Citation 1945 鹿毛 アメリカ                                                          | 父の母Hydroplane 1938 栗毛 イギリス                                                     | Toboggan                                                                                | Hurry On         | Hurry On         |
| 父 Citation 1945 鹿毛 アメリカ                                                          | 父の母Hydroplane 1938 栗毛 イギリス                                                     | Toboggan                                                                                | Glacier          |                  |
| 母 Silver Fog 1944 芦毛 アメリカ                                                        | 母の父Mahmoud 1933 芦毛 フランス                                                        | Blenheim                                                                                | Blandford        | Blandford        |
| 母 Silver Fog 1944 芦毛 アメリカ                                                        | 母の父Mahmoud 1933 芦毛 フランス                                                        | Blenheim                                                                                | Malva            |                  |
| 母 Silver Fog 1944 芦毛 アメリカ                                                        | 母の父Mahmoud 1933 芦毛 フランス                                                        | Mah Mahal                                                                               | Gainsborough     | Gainsborough     |
| 母 Silver Fog 1944 芦毛 アメリカ                                                        | 母の父Mahmoud 1933 芦毛 フランス                                                        | Mah Mahal                                                                               | Mumtaz Mahal     |                  |
| 母 Silver Fog 1944 芦毛 アメリカ                                                        | 母の母Equilette 1938 栗毛 アメリカ                                                      | Equipoise                                                                               | Pennant          | Pennant          |
| 母 Silver Fog 1944 芦毛 アメリカ                                                        | 母の母Equilette 1938 栗毛 アメリカ                                                      | Equipoise                                                                               | Swinging         |                  |
| 母 Silver Fog 1944 芦毛 アメリカ                                                        | 母の母Equilette 1938 栗毛 アメリカ                                                      | Frilette                                                                                | Man o' War       | Man o' War       |
| 母 Silver Fog 1944 芦毛 アメリカ                                                        | 母の母Equilette 1938 栗毛 アメリカ                                                      | Frilette                                                                                | Frillery F-No.A1 |                  |

兄弟姉妹には活躍馬も多く、主なところでサンフランシスコハンデキャップなどステークス4勝のザサーチャー（The Seacher 1954年生、牡馬）、スピナウェイステークス勝ち馬のシルバートゥルー（Silver True 1964年生、牝馬）などがいる。

## 備考
1. ↑  当時はまだ選考団体が統一されておらず、デイリーレーシングフォームなどいくつかの団体が独自に集計・発表していた。

## 参考資料
- The History of Thoroughbred Racing in America [p.531-534] （1964 著者: William H. P. Robertson 出版: Bonanza Books ASIN B000B8NBV6）